# Ray Dalio

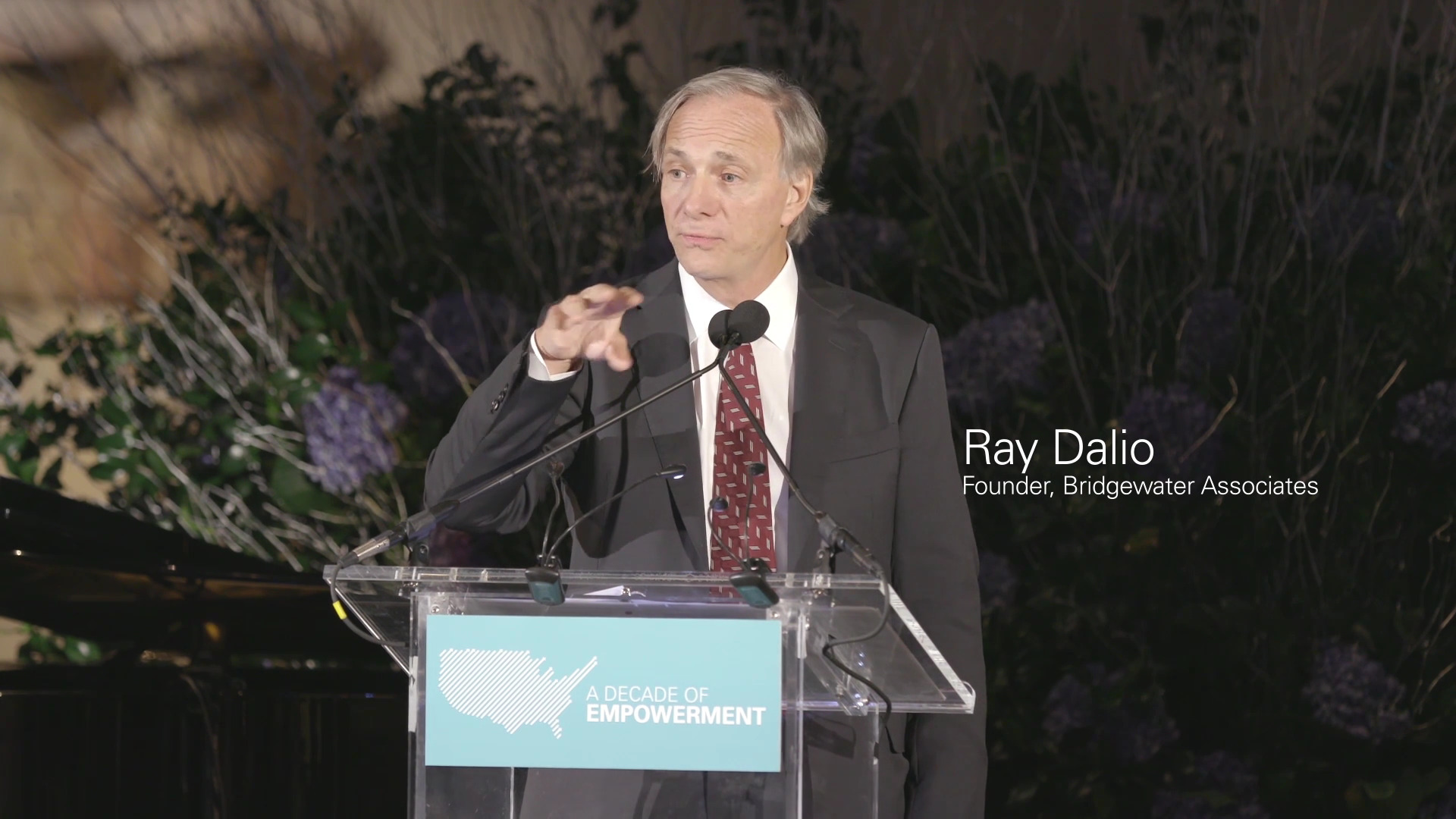
Ray Dalio am 23. September 2017 in New York City

Ray Dalio (* 8. August 1949 in Jackson Heights, Queens, New York City) ist ein US-amerikanischer Unternehmer und Hedgefonds-Manager.

## Leben
Dalio studierte an der Long Island University und an der Harvard Business School. Er gründete 1975 das Hedgefondsunternehmen Bridgewater Associates. Nach Angaben des US-amerikanischen Forbes-Magazins gehörte er 2013 zu den reichsten US-Amerikanern und war in The World’s Billionaires gelistet. Dalio ist verheiratet, hat vier Kinder und wohnt mit seiner Familie in Greenwich, Connecticut. Sein Sohn Devon starb Ende 2020 durch einen Autounfall. Gemäß der Forbes-Liste 2024 beträgt sein Vermögen ca. 15,4 Milliarden US-Dollar. Damit belegte er auf der Forbes-Liste der reichsten Menschen der Welt Platz 113.

## Öffentliches Auftreten
Dalio hat sich in den vergangenen Jahren öffentlich als Kritiker des US-amerikanischen Kapitalismus zu Wort gemeldet. In einem 2019 veröffentlichten Aufsatz warnte er vor sozialen Spannungen in den USA infolge der immer weiter auseinanderklaffenden Schere zwischen Arm und Reich. Diese Spannungen hätten sich seiner Ansicht nach in letzter Zeit zugespitzt.
Dalio zog starke Kritik auf sich, als er in einem Interview 2021 chinesische Menschenrechtsverletzungen wie den Völkermord an den Uiguren oder das Verschwindenlassen politischer Gegner leugnete bzw. herunterspielte und die chinesische Regierung positiv als „strenge Eltern“ bezeichnete.

## Spekulationen
Während der COVID-19-Pandemie wettete Dalio über das Unternehmen Bridgewater Associates in großem Stil auf fallende Kurse europäischer Konzerne.
Dennoch verzeichneten seine Fonds immense Verluste im Zuge der Coronakrise.

## Umgang mit Mitarbeitern
Wenn man für Dalio arbeitet, muss man zustimmen, dass alle Gespräche aufgezeichnet werden. Er ist der Meinung, dass nur rücksichtslose Kritik einen Mitarbeiter verbessere. Er drückt das in der Formel aus: „Schmerz + Reflexion = Fortschritt“. Zum Thema Kündigung von Mitarbeitern sagt er: „Leute zu feuern ist für mich keine große Sache“.

## Veröffentlichungen
- How the Economic Machine Works; A Template for Understanding What is Happening Now. 2007.
- Principles: Life & Work. 2017, ISBN 978-1-5011-2402-0.
- Principles For Navigating Big Debt Crises. 2018, ISBN 978-1-7326898-0-0 (online als pdf erhältlich).
- Die Prinzipien des Erfolgs. Finanzbuch, München 2019, ISBN 978-3-95972-123-3 (mit Literaturangaben und Stichwortverzeichnis).
- Weltordnung im Wandel. Vom Aufstieg und Fall von Nationen. Finanzbuch Verlag FBV, München 2022, ISBN 978-3-95972-407-4.
- Principles for Dealing with the Changing World Order. Simon & Schuster, 2021, ISBN 978-1-9821-6027-2.
- Wie Staaten bankrott gehen. Der große Schuldenzyklus – warum die Weltwirtschaft in die Krise steuert und was wir jetzt tun müssen. FinanzBuch Verlag, München 2025, ISBN 978-3959728393 (Original: How Countries Go Broke: The Big Cycle. Simon & Schuster, 2025, ISBN 978-1-50112406-8.)